# 대한민국 상법 제14조
대한민국 상법 제14조는 표현지배인에 대한 상법총칙의 조문이다.  독일법계의 외관주의법리 또는 영미법계의 금반언의 법리에 근거를 둔 조문이다.

## 조문
제14조 (표현지배인) (1) 본점 또는 지점의 본부장, 지점장, 그 밖에 지배인으로 인정될 만한 명칭을 사용하는 자는 본점 또는 지점의 지배인과 동일한 권한이 있는 것으로 본다. 다만, 재판상 행위에 관하여는 그러하지 아니하다.
(2) 제1항은 상대방이 악의인 경우에는 적용하지 아니한다.

## 사례
- 과수원을 하는 甲은 2015년에 ‘가평 참명품사과’라는 점포를 개점하면서, A를 지배인으로 선임하여 등기한 후 A에게 점포의 운영을 맡겼다. 그 후 A가 사과판매대금을 유용하였음을 확인하고 A와의 지배인선임계약을 해지하고 K를 새로운 지배인으로 선임하였는데 등기부에는 아직 A가 지배인으로 남아 있다. 그 동안 거래를 계속해왔던 Y는 A를 여전히 지배인으로 알고서 사과 500상자에 대한 매매계약을 체결하고 대금을 지급하였으나 물건은 인도받지 못한 경우 A가 지배인명칭을 사용하였다는 명시적 사실관계는 없지만, Y는 A를 여전히 지배인으로 알고서 매매계약을 체결하고 대금을 지급하였으므로 표현지배인 책임이 성립될 가능성이 있다[1].

- 스마트폰 제조와 판매를 영업으로 하는 A주식회사로 수원에 본점을 두고 등기된 지점은 없고 서울에 출장소를 가지고 있고 서울 출장소는 수원의 본점에서 제조한 스마트폰을 판매하는 업무를 처리하는 있다. 이에 서울출장소 출장소장으로 근무하는 김삼송은 A회사로부터 영업에 관한 대리권을 수여받은 적이 없으며 스마트폰을 배달하고 대금을 수금하는 등의 업무를 담당한다. 김삼송은 회사의 공금을 횡령하고 마음먹고 미국으로 도망간 경우 표현대리인 책임 주장할 수 있다.

- 제약회사의 지방 분실장이 자신의 개인적 목적을 위하여 권한 없이 대표이사의 배서를 위조하여 어음을 할인한 경우, 표현지배인의 성립을 인정하였다[2]

## 판례
- 상법 제14조 제1항 본문에 본점 또는 지점의 영업주인 기타 유사한 명칭을 가진 사용인은 본점 또는 지점의 지배인과 동일한 권한이 있는 것으로본다 하여 표현지배인을 규정하고 있는데 ‘표현지배인으로서 본조를 적용하려면 당해 사용인의 근무장소가 상법상의 영업소인 “본점 또는 지점”의 실체를 가지고 어느정도 독립적으로 영업할동을 할 수 있는 것임을 요한다 할 것’이다. 그런데 기록에 의하면 피고회사는 보험업법의 규제를 받는 보험사업자로서 보험계약의 체결, 보험료의 영수 및 보험금의 지급을 그 기본적 업무로 하고 있음이 분명하며 피고회사 부산영업소의 업무내용은 본점 또는 지점의 지휘감독아래 보험의 모집, 보험료의 집금과 송금,보험계약의 보전 및 유지관리, 보험모집인의 인사관리 및 교육 출장소의 관리감독 기타 본·지점으로부터 위임받은 사항으로 되어 있음이 또한 뚜렷하므로 이에 의하면 위 부산영업소는 피고회사의 기본적 업무를 독립하여 처리할 수는 없고 다만 본·지점의 지휘 감독아래 기계적으로 제한된 보조적 사무만을 처리하는 것으로 밖에 볼 수 없으니 이는 상법상의 영업소인 본점·지점에 준하는 영업장소라고 볼 수 없어 부산영업소 권영진을 위 법조에서 말하는 표현지배인이라고 볼 수 없다고 할 것이다.[3]

- 상법 제14조 제1항은, 실제로는 지배인에 해당하지 않는 사용인이 지배인처럼 보이는 명칭을 사용하는 경우에 그러한 사용인을 지배인으로 신뢰하여 거래한 상대방을 보호하기 위한 취지에서, 본점 또는 지점의 영업주임 기타 유사한 명칭을 가진 사용인은 표현지배인으로서 재판상의 행위에 관한 것을 제외하고는 본점 또는 지점의 지배인과 동일한 권한이 있는 것으로 본다고 규정하고 있으나, 부분적 포괄대리권을 가진 사용인의 경우에는 상법은 그러한 사용인으로 오인될 만한 유사한 명칭에 대한 거래 상대방의 신뢰를 보호하는 취지의 규정을 따로 두지 않고 있는바, 그 대리권에 관하여 지배인과 같은 정도의 획일성, 정형성이 인정되지 않는 부분적 포괄대리권을 가진 사용인들에 대해서까지 그 표현적 명칭의 사용에 대한 거래 상대방의 신뢰를 무조건적으로 보호한다는 것은 오히려 영업주의 책임을 지나치게 확대하는 것이 될 우려가 있으며, 부분적 포괄대리권을 가진 사용인에 해당하지 않는 사용인이 그러한 사용인과 유사한 명칭을 사용하여 법률행위를 한 경우 그 거래 상대방은 민법 제125조의 표현대리나 민법 제756조의 사용자책임 등의 규정에 의하여 보호될 수 있다고 할 것이므로, 부분적 포괄대리권을 가진 사용인의 경우에도 표현지배인에 관한 상법 제14조의 규정이 유추적용되어야 한다고 할 수는 없다.[4]

- 일반적으로 증권회사의 지점장대리는 그 명칭 자체로부터 상위직의 사용인의 존재를 추측할 수 있게 하는 것이므로, 상법 제14조 소정의 영업주임 기타 이에 유사한 명칭을 가진 사용인이라고 할 수는 없고, 단지 같은 법 제15조 소정의 영업의 특정한 종류 또는 특정한 사항에 대한 위임을 받은 사용인으로서 그 업무에 관한 부분적 포괄대리권을 가진 사용인으로 봄이 타당한바, 그 지위나 직책, 특히 증권거래법 제52조 제1호에 의하면, 증권회사 또는 그 임직원이 고객에 대하여 유가증권의 매매거래에서 발생하는 손실의 전부 또는 일부를 부담할 것을 약속하고 그 매매거래를 권유하는 행위를 금지하고 있는 점 등의 사정에 비추어 볼 때, 특별한 사정이 없는 한 증권회사 지점장대리와 고객과의 사이에서 증권회사의 채무부담행위에 해당하는 이 사건과 같은 손실부담약정을 체결하는 것은 위 대리권의 범위에 속한다고 볼 수는 없다[5].

- 지점 차장이라는 명칭은 그 명칭 자체로서 상위직의 사요인의 존재를 추측할 수 있게 하는 것이므로 상법 제14조 제1항 소정의 영업주임 기타 이에 유사한 명칭을 가진 사용인을 표시하는 것이라고 할 수 없고, 따라서 표현지배인이 아니다[6].

- 상법 제14조 제1항에 정해진 표현지배인에 관한 규정이 적용되기 위하여는 당해 사용인의 근무장소가 상법상 지점으로서의 실체를 구비하여야 하고, 어떠한 영업장소가 상법상 지점으로서의 실체를 구비하였다고 하려면 그 영업장소가 본점 또는 지점의 지휘·감독 아래 기계적으로 제한된 보조적 사무만을 처리하는 것이 아니라, 일정한 범위 내에서 본점 또는 지점으로부터 독립하여 독자적으로 영업활동에 관한 결정을 하고 대외적인 거래를 할 수 있는 조직을 갖추어야 할 것이므로, 본·지점의 기본적인 업무를 독립하여 처리할 수 있는 것이 아니라 단순히 본·지점의 지휘·감독 아래 기계적으로 제한된 보조적 사무만을 처리하는 영업소는 상법상의 영업소인 본·지점에 준하는 영업장소라고 볼 수 없다.[7]

## 참고 문헌
- 이기수 최병규, 상법총칙 상행위법(제7판), 박영사, 2010. ISBN 9788964545041

## 같이 보기
- 대한민국 상법 제11조 지배인
- 표현지배인